# Klein Aub
Klein Aub este un oraș din Namibia.

## Climă
| Date climatice pentru Klein Aub | Date climatice pentru Klein Aub | Date climatice pentru Klein Aub | Date climatice pentru Klein Aub | Date climatice pentru Klein Aub | Date climatice pentru Klein Aub | Date climatice pentru Klein Aub | Date climatice pentru Klein Aub | Date climatice pentru Klein Aub | Date climatice pentru Klein Aub | Date climatice pentru Klein Aub | Date climatice pentru Klein Aub | Date climatice pentru Klein Aub | Date climatice pentru Klein Aub |
| Luna                            | Ian                             | Feb                             | Mar                             | Apr                             | Mai                             | Iun                             | Iul                             | Aug                             | Sep                             | Oct                             | Nov                             | Dec                             | Anual                           |
| ------------------------------- | ------------------------------- | ------------------------------- | ------------------------------- | ------------------------------- | ------------------------------- | ------------------------------- | ------------------------------- | ------------------------------- | ------------------------------- | ------------------------------- | ------------------------------- | ------------------------------- | ------------------------------- |
| Maxima medie °C (°F)            | 30 (86)                         | 29 (84)                         | 27 (80)                         | 25 (77)                         | 23 (73)                         | 20 (68)                         | 21 (69)                         | 23 (73)                         | 27 (80)                         | 29 (84)                         | 30 (86)                         | 31 (87)                         | 26,1 (78,9)                     |
| Minima medie °C (°F)            | 17 (62)                         | 16 (60)                         | 15 (59)                         | 12 (53)                         | 9 (48)                          | 6 (42)                          | 6 (42)                          | 9 (48)                          | 12 (53)                         | 14 (57)                         | 16 (60)                         | 17 (62)                         | 12,1 (53,8)                     |
| Precipitații mm (inches)        | 79 (3.1)                        | 79 (3.1)                        | 79 (3.1)                        | 38 (1.5)                        | 8 (0.3)                         | 0 (0)                           | 0 (0)                           | 0 (0)                           | 3 (0.1)                         | 13 (0.5)                        | 28 (1.1)                        | 41 (1.6)                        | 366 (14,4)                      |
| Sursă: Weatherbase              |                                 |                                 |                                 |                                 |                                 |                                 |                                 |                                 |                                 |                                 |                                 |                                 |                                 |